# (35285) 1996 TR5
1996 TR5 (asteroide 35285) é um asteroide da cintura principal. Possui uma excentricidade de 0.22915410 e uma inclinação de 25.28909º.
Este asteroide foi descoberto no dia 6 de outubro de 1996 por Carl W. Hergenrother em Catalina Station.